# Швейг, Грэм
Грэ́м Шве́йг (англ. Graham M. Schweig; религиозное имя — Гару́да Да́са; род. 2 августа 1953, Вашингтон, США) — американский индолог и вайшнавский богослов, профессор философии и религиоведения, директор Программы индийских исследований в Университете Кристофера Ньюпорта.

## Семья
Отец Грэма Швейга — Ноэл Швейг — был психиатром и психоаналитиком, доктором медицины, ассоциированным профессором психиатрии в Университете Джорджа Вашингтона. Родители Ноэла — Джоэл Швейг и Сидония Геллес — иммигрировали в США в начале 1900-х годов из Вены (Австро-Венгерская империя).

## Сфера научных интересов
Основными научными интересами Грэма Швейга являются индуизм и другие индийские религии, средневековые индуистские движения бхакти, изучение Бенгалии и Браджа, санскрит и санскритская литература, любовный мистицизм в религиях мира, психология религии, межрелигиозный диалог, гендерные и женские исследования.

## Образование
В 1971—1974 годах изучал западную и индийскую музыку в Университете Джонса Хопкинса. В 1976 году получил степень бакалавра по междисциплинарным исследованиям в Американском университете. В 1977 году получил магистерскую степень по индологии в Чикагском университете, защитив диссертацию на тему «A Hermeneutical Study of the Theological Expression in the Srī Caitanya Caritāmṛta» («Герменевтическое исследование теологического выражения в Шри Чайтанья-чаритамрите»). Затем продолжил учёбу в Гарвардской школе богословия Гарвардского университета, где в 1980 году получил степень магистра богословских исследований по специальности «история религии», а в 1985 году — степень магистра богословия по специальности «сравнительное религиоведение». Тема диссертации: «Axiological Analysis in Phenomenological Method: A Study of the Hermeneutic Task in Comparative Religion» («Аксиологический анализ в феноменологическом методе: Исследование герменевтической задачи в сравнительном религиоведении»). В 1998 году на факультете богословия Гарвардского университета защитил докторскую диссертацию по сравнительному религиоведению и получил учёную степень доктора богословия. Тема диссертации: «Dance of Divine Love: The Rāsa Līlā of Krishna as a Vision of Selfless Devotion» («Танец божественной любви: Раса-лила Кришны как видение бескорыстной преданности»). Научный руководитель: Джон Б. Карман. Будучи в Гарварде, Швейг изучал санскрит под руководством профессора Дэниэла Инголлса (1916—1999).

## Преподавательская деятельность
В весенний семестр 1993 года преподавал на кафедре философии и религии Американского университета. В 1994—1995 годах преподавал религиоведение в Мерримак-колледже, затем преподавал на кафедре религиоведения в Гилфордском колледже (1996—2004) и в Университете Северной Каролины в Чапел-Хилл (1996—2000). В 1997—1999 годах был приглашённым лектором на кафедре религии Университета Дьюка. В 2000 году занял должность ассистент-профессора философии и религии в Университете Кристофера Ньюпорта. В 2004 году в том же университете был назначен ассоциированным профессором философии и религии и директором Программы индийских исследований, а в 2011 году занял должность профессора философии и религии. В 2005—2007 годах был приглашённым ассоциированным профессором санскрита в Виргинском университете. В весенний семестр 2006 года был приглашённым научным сотрудником в Оксфордском центре индуистских исследований. С 2008 года является приглашённым лектором в Смитсоновском институте.

## Обзор основных научных трудов
В своей монографии «Dance of Divine Love: India’s Classic Sacred Love Story: The Rasa Lila of Krishna» («Танец божественной любви. Классическая индийская священная любовная история: Раса-лила Кришны») опубликованной издательством Princeton University Press в 2005 году, Швейг сделал поэтический перевод и прокомментировал пять глав из десятой песни классического санскритского текста «Бхагавата-пураны», в которых содержится описание раса-лилы — танца Кришны с девушками-пасту́шками Вриндавана.
Опубликованная в 2007 году монография Швейга «Bhagavad Gita: The Beloved Lord’s Secret Love Song» («Бхагавадгита: Секретная любовная песня любимого Господа») представляет собой поэтический перевод «Бхагавадгиты» с комментариями. Грэм Швейг также является автором статей для трёх энциклопедий: «South Asian Folklore: An Encyclopedia: Afghanistan, Bangladesh, India, Nepal, Pakistan, Sri Lanka» (Taylor & Francis, 2003), «Holy People of the World: A Cross-Cultural Encyclopedia» (ABC-CLIO, 2004) и «Encyclopedia of Love in World Religions» (ABC-CLIO, 2008).

## Личная жизнь
Грэм Швейг — ученик гаудия-вайшнавского гуру и основателя Международного общества сознания Кришны (ИСККОН) Бхактиведанты Свами Прабхупады (1896—1977). Среди кришнаитов Швейг также известен под своим «духовным именем» Гаруда Даса.

### Монографии и переводы
- Graham M. Schweig. Dance of Divine Love: The Rāsa Līlā of Krishna from the Bhāgavata Purāna, India’s Classic Sacred Love Story. — Princeton, NJ: Princeton University Press, 2005. — xxiii, 390 p. — ISBN 0691114463.
  - Graham M. Schweig. Dance of Divine Love: India’s Classic Sacred Love Story. The Rāsa Līlā of Krishna. — New Delhi: Motilal Banarsidass Publishers, 2007. — xxiii, 390 p. — ISBN 8120831403.
- Graham M. Schweig. Bhagavad Gītā: The Beloved Lord's Secret Love Song. — San Francisco: Harper San Francisco, 2007. — 360 p. — ISBN 0060754257.
- Tamal Krishna Goswami, Graham M. Schweig. A Living Theology of Krishna Bhakti: Essential Teachings of A. C. Bhaktivedanta Swami Prabhupada. — New York: Oxford University Press, 2012. — 272 p. — ISBN 0199796637.

### Сборники статей (редактор-составитель)
- Graham M. Schweig. Asceticism, Identity, and Pedagogy in Dharma Traditions. — Hampton, VA: Deepak Heritage Books, 2006. — xxix, 189 p. — (Indic Heritage Series. Contemporary Issues in Constructive Dharma Vol. 3). — ISBN 0937194506.[6]

### Статьи и главы в книгах
- Graham M. Schweig. Synthesis and Divinity: Shri Chaitanya's Philosophy of Achintya-bhed-abheda-Tattva // T. D. Singh & Ravi V. Gomatam Synthesis of Science and Religion: Critical Essays and Dialogues. — San Francisco: Bhaktivedanta Institute, 1987. — С. 420-429. — ISBN 0941525015.
- Graham M. Schweig. Sparks from God: A Phenomenological Sketch of Symbol // Joseph H. Smith, Susan A. Handelman Psychoanalysis and Religion. — Baltimore: Johns Hopkins University Press, 1990. — С. 174-194. — ISBN 0801838959.
- Graham M. Schweig. Rāsalīlā Pañcādhyāya: The Bhāgavata’s Ultimate Vision of the Gopīs // Journal of Vaishnava Studies. — 1997. — Вып. 5, № 4. — С. 5-48.
- Graham M. Schweig. The Bhakti Sūtras of Nārada (a translation) // Journal of Vaishnava Studies. — 1998. — Вып. 6, № 1. — С. 141-152. — ISSN 1062-1237.
- Graham M. Schweig. Universal and Confidential Love of God: Two Essential Themes in Prabhupāda’s Theology of Bhakti // Journal of Vaishnava Studies. — 1998. — Вып. 6, № 2. — С. 93-124. — ISSN 1062-1237.
- Graham M. Schweig. Bhajan // Peter J. Claus, Sarah Diamond, Margaret Ann Mills South Asian Folklore: An Encyclopedia. — New York; London: Routledge, 2002. — С. 58-59. — ISBN 0415939194.
- Graham M. Schweig. Humility and Passion: A Caitanyite Vaishnava Ethics of Devotion // Journal of Religious Ethics. — 2002. — Вып. 30, № 3. — С. 421–444. — doi:10.1111/1467-9795.00116.
- Graham M. Schweig. Viśvanātha’s Gurvaṣṭakam and the Understanding of Guru in Chaitanyaite Vaishnavism // Journal of Vaishnava Studies. — Nyack, NY: A Deepak Publishing, 2003. — Вып. 12, № 1. — С. 113-126.
- Graham M. Schweig. Krishna, the Intimate Deity // Edwin F. Bryant, Maria L. Ekstrand The Hare Krishna Movement: The Post-Charismatic Fate of a Religious Transplant. — New York: Columbia University Press, 2004. — С. 13-30. — ISBN 023112256X.
- Graham M. Schweig. Gangamata Goswamini // Phyllis G. Jestice Holy People of the World: A Cross-Cultural Encyclopedia. — Santa Barbara: ABC-CLIO, 2004. — Т. 3. — С. 292. — ISBN 1576073556.
- Graham M. Schweig. Gopi/The Gopis // Phyllis G. Jestice Holy People of the World: A Cross-Cultural Encyclopedia. — Santa Barbara: ABC-CLIO, 2004. — Т. 3. — С. 316-317. — ISBN 1576073556.
- Graham M. Schweig. Dying the Good Death: The Transfigurative Power of Bhakti // Anna S. King, J. L. Brockington The Intimate Other: Love Divine in Indic Religions. — New Delhi: Orient Longman, 2005. — С. 369-408. — ISBN 8125028013.
- Graham M. Schweig. The Divine Feminine in the Theology of Krishna // Edwin F. Bryant Krishna: A Sourcebook. — Oxford; New York: Oxford University Press, 2007. — С. 441-474. — ISBN 0195148916.
- Graham M. Schweig. Bhagavad Gita // Yudit K. Greenberg Encyclopedia of Love in World Religions. — Santa Barbara: ABC-CLIO, 2008. — Т. 1. — С. 76-79. — ISBN 1851099808.
- Graham M. Schweig. Gita Govinda // Yudit K. Greenberg Encyclopedia of Love in World Religions. — Santa Barbara: ABC-CLIO, 2008. — Т. 1. — С. 247-249. — ISBN 1851099808.
- Graham M. Schweig. Prema // Yudit K. Greenberg Encyclopedia of Love in World Religions. — Santa Barbara: ABC-CLIO, 2008. — Т. 1. — С. 478-479. — ISBN 1851099808.
- Graham M. Schweig. Reincarnating Sanskrit Verse: Reflections on Translating the Bhagavad Gita // Deepak Sarma Authority and Its Challenges in Hindu Texts, Translations, and Transnational Communities. — Hampton, VA: Deepak Heritage Books, 2009. — ISBN 0937194522.
- Graham M. Schweig. Toward a Fusion of Theological Horizons: Constructivist Reflections and Responses to the Question of Theism in the Yoga Sūtra // Journal of Hindu-Christian Studies. — 2012. — Т. 25, № 7.
- Graham M. Schweig. Submission or Salvation: The Role of the Feminine in the Bhāgavata’s Krishna Līlās // International Journal of Hindu Studies. — 2012.
- Graham M. Schweig. Vaishnava Bhakti Theology and Interfaith Dialogue // Journal of Vaishnava Studies. — 2012. — Т. 21, № 2.
- Graham M. Schweig. The Crucifixion and the Rāsa Mandala: A Comparative Sketch of Two Great Symbols of Divine Love // Journal of Vaishnava Studies. — 2012. — Т. 21, № 2.
- Graham M. Schweig. The Rāsa Līlā of Krishna and the Gopīs: On the Bhāgavata's Vision of Boundless Love // The Bhāgavata Purāṇa: Sacred Text and Living Tradition / Edited by Ravi M. Gupta and Kenneth R. Valpey. — New York: Columbia University Press, 2013. — P. 117-141. — xiii, 279 p. — ISBN 978-0-231-14998-3 (cloth).
- Graham M. Schweig. Hinduism: Divine Love, Inevitable Conflict, and the Evils of Envy // The Root of All Evil?: Religious perspectives on Terrorism / Edited by Lori J. Underwood. — New York: Peter Lang Publishing, 2013. — P. 99-113. — 153 p. — (Terrorism Studies). — ISBN 1433119293.